# Lista över fornlämningar i Mora kommun
Lista över fornlämningar i Mora kommun är en förteckning av ett urval av de fornlämningar som finns i Mora kommun.

## Mora
| Namn       | Lämningstyp                      | Tillkomsttid | Historisk indelning | Plats | Läge                 | ID-nr          | Bild                                 |
| ---------- | -------------------------------- | ------------ | ------------------- | ----- | -------------------- | -------------- | ------------------------------------ |
| Mora 55:1  | Gravfält                         |              | Mora, Dalarna       |       | 60.926867, 14.744492 | 10236600550001 | Ladda upp en bild av detta fornminne |
| Mora 80:1  | Stensättning                     |              | Mora, Dalarna       |       | 60.897857, 14.835163 | 10236600800001 | Ladda upp en bild av detta fornminne |
| Mora 145:1 | Grav- och boplatsområde          |              | Mora, Dalarna       |       | 61.026915, 14.533011 | 10236601450001 | Ladda upp en bild av detta fornminne |
| Mora 205:1 | Röse                             |              | Mora, Dalarna       |       | 61.043264, 14.338282 | 10236602050001 | Ladda upp en bild av detta fornminne |
| Mora 237:1 | Stensättning                     |              | Mora, Dalarna       |       | 61.122825, 14.179046 | 10236602370001 | Ladda upp en bild av detta fornminne |
| Mora 294:1 | Hög                              |              | Mora, Dalarna       |       | 60.935369, 14.510434 | 10236602940001 | Ladda upp en bild av detta fornminne |
| Mora 302:1 | Gravfält                         |              | Mora, Dalarna       |       | 60.882097, 14.054558 | 10236603020001 | Ladda upp en bild av detta fornminne |
| Mora 303:1 | Gravfält                         |              | Mora, Dalarna       |       | 60.881707, 14.056833 | 10236603030001 | Ladda upp en bild av detta fornminne |
| Mora 323:1 | Stensättning                     |              | Mora, Dalarna       |       | 60.867624, 14.071520 | 10236603230001 | Ladda upp en bild av detta fornminne |
| Mora 330:1 | Stensättning                     |              | Mora, Dalarna       |       | 60.876840, 14.003996 | 10236603300001 | Ladda upp en bild av detta fornminne |
| Mora 330:2 | Röse                             |              | Mora, Dalarna       |       | 60.876738, 14.004064 | 10236603300002 | Ladda upp en bild av detta fornminne |
| Mora 330:3 | Stensättning                     |              | Mora, Dalarna       |       | 60.876631, 14.004143 | 10236603300003 | Ladda upp en bild av detta fornminne |
| Mora 367:1 | Stensättning                     |              | Mora, Dalarna       |       | 61.056780, 14.581533 | 10236603670001 | Ladda upp en bild av detta fornminne |
| Mora 367:2 | Stensättning                     |              | Mora, Dalarna       |       | 61.056656, 14.581623 | 10236603670002 | Ladda upp en bild av detta fornminne |
| Mora 419:1 | Stensättning                     |              | Mora, Dalarna       |       | 61.035884, 14.580324 | 10236604190001 | Ladda upp en bild av detta fornminne |
| Mora 447:1 | Ristning, medeltid/historisk tid |              | Mora, Dalarna       |       | 61.018653, 14.216965 | 10236604470001 | Ladda upp en bild av detta fornminne |
| Mora 1344  | Husgrund, historisk tid          |              | Mora, Dalarna       |       | 60.877294, 14.335957 | 12000000026129 | Ladda upp en bild av detta fornminne |
| Mora 1353  | Husgrund, historisk tid          |              | Mora, Dalarna       |       | 60.876851, 14.333178 | 12000000026138 | Ladda upp en bild av detta fornminne |
| Mora 1368  | Husgrund, historisk tid          |              | Mora, Dalarna       |       | 60.874872, 14.340229 | 12000000026361 | Ladda upp en bild av detta fornminne |
| Mora 1432  | Kvarn                            |              | Mora, Dalarna       |       | 60.902561, 14.447556 | 12000000125210 | Ladda upp en bild av detta fornminne |
| Mora 1433  | Fäbod                            |              | Mora, Dalarna       |       | 60.903670, 14.447276 | 12000000125211 | Ladda upp en bild av detta fornminne |
| Mora 1434  | Fäbod                            |              | Mora, Dalarna       |       | 60.901197, 14.445709 | 12000000125212 | Ladda upp en bild av detta fornminne |

## Sollerön
| Namn                        | Lämningstyp                      | Tillkomsttid | Historisk indelning | Plats | Läge                 | ID-nr          | Bild                                 |
| --------------------------- | -------------------------------- | ------------ | ------------------- | ----- | -------------------- | -------------- | ------------------------------------ |
| Sollerön 2:1                | Kyrka/kapell                     |              | Sollerön, Dalarna   |       | 60.926395, 14.613345 | 10237500020001 | Ladda upp en bild av detta fornminne |
| Sollerön 18:1               | Hällristning                     |              | Sollerön, Dalarna   |       | 60.881684, 14.538882 | 10237500180001 | Ladda upp en bild av detta fornminne |
| Sollerön 28:2               | Hög                              |              | Sollerön, Dalarna   |       | 60.922860, 14.642699 | 10237500280002 | Ladda upp en bild av detta fornminne |
| Sollerön 31:1               | Stensättning                     |              | Sollerön, Dalarna   |       | 60.905058, 14.566392 | 10237500310001 | Ladda upp en bild av detta fornminne |
| Sollerön 102:4              | Husgrund, förhistorisk/medeltida |              | Sollerön, Dalarna   |       | 60.875867, 14.588365 | 10237501020004 | Ladda upp en bild av detta fornminne |
| Sollerön 105:1              | Stensättning                     |              | Sollerön, Dalarna   |       | 60.896793, 14.593138 | 10237501050001 | Ladda upp en bild av detta fornminne |
| Vepröset (Sollerön 110:1)   | Gravfält                         |              | Sollerön, Dalarna   |       | 60.926664, 14.615449 | 10237501100001 | Ladda upp en bild av detta fornminne |
| Sollerön 120:1              | Gravfält                         |              | Sollerön, Dalarna   |       | 60.928645, 14.607817 | 10237501200001 | Ladda upp en bild av detta fornminne |
| Norra Hållen (Sollerön 181) | Fäbod                            |              | Sollerön, Dalarna   |       | 60.872518, 14.402400 | 12000000020897 | Ladda upp en bild av detta fornminne |
| Rådlösan (Sollerön 187)     | Fäbod                            |              | Sollerön, Dalarna   |       | 60.865405, 14.387880 | 12000000020903 | Ladda upp en bild av detta fornminne |
| Södra Hållen (Sollerön 189) | Fäbod                            |              | Sollerön, Dalarna   |       | 60.865267, 14.422052 | 12000000020905 | Ladda upp en bild av detta fornminne |
| Sollerön 237                | Husgrund, historisk tid          |              | Sollerön, Dalarna   |       | 60.859273, 14.360231 | 12000000024949 | Ladda upp en bild av detta fornminne |
| Sollerön 358                | Husgrund, historisk tid          |              | Sollerön, Dalarna   |       | 60.876959, 14.410676 | 12000000026793 | Ladda upp en bild av detta fornminne |
| Sollerön 378                | Husgrund, historisk tid          |              | Sollerön, Dalarna   |       | 60.878250, 14.405408 | 12000000026825 | Ladda upp en bild av detta fornminne |
| Sollerön 388                | Husgrund, historisk tid          |              | Sollerön, Dalarna   |       | 60.880782, 14.413271 | 12000000026966 | Ladda upp en bild av detta fornminne |

## Vänjan
| Namn        | Lämningstyp  | Tillkomsttid | Historisk indelning | Plats | Läge                 | ID-nr          | Bild                                 |
| ----------- | ------------ | ------------ | ------------------- | ----- | -------------------- | -------------- | ------------------------------------ |
| Vänjan 2:1  | Gravfält     |              | Vänjan, Dalarna     |       | 60.684857, 14.117529 | 10239000020001 | Ladda upp en bild av detta fornminne |
| Vänjan 23:1 | Stensättning |              | Vänjan, Dalarna     |       | 60.929689, 13.949059 | 10239000230001 | Ladda upp en bild av detta fornminne |

## Våmhus
| Namn        | Lämningstyp                      | Tillkomsttid | Historisk indelning | Plats | Läge                 | ID-nr          | Bild                                 |
| ----------- | -------------------------------- | ------------ | ------------------- | ----- | -------------------- | -------------- | ------------------------------------ |
| Våmhus 25:1 | Stensättning                     |              | Våmhus, Dalarna     |       | 61.117565, 14.498633 | 10238900250001 | Ladda upp en bild av detta fornminne |
| Våmhus 25:2 | Stensättning                     |              | Våmhus, Dalarna     |       | 61.117760, 14.498323 | 10238900250002 | Ladda upp en bild av detta fornminne |
| Våmhus 43:1 | Stensättning                     |              | Våmhus, Dalarna     |       | 61.116719, 14.498266 | 10238900430001 | Ladda upp en bild av detta fornminne |
| Våmhus 46:1 | Runristning                      |              | Våmhus, Dalarna     |       | 61.223906, 14.192366 | 10238900460001 | Ladda upp en bild av detta fornminne |
| Våmhus 46:2 | Ristning, medeltid/historisk tid |              | Våmhus, Dalarna     |       | 61.223957, 14.193274 | 10238900460002 | Ladda upp en bild av detta fornminne |
| Våmhus 46:3 | Ristning, medeltid/historisk tid |              | Våmhus, Dalarna     |       | 61.223683, 14.192957 | 10238900460003 | Ladda upp en bild av detta fornminne |
| Våmhus 46:4 | Ristning, medeltid/historisk tid |              | Våmhus, Dalarna     |       | 61.223641, 14.193041 | 10238900460004 | Ladda upp en bild av detta fornminne |
| Våmhus 46:5 | Ristning, medeltid/historisk tid |              | Våmhus, Dalarna     |       | 61.223580, 14.192378 | 10238900460005 | Ladda upp en bild av detta fornminne |